# Василь Тишкевич
Василь Тишкевич (пол. Bazyli Tyszkiewicz, 1492 — 13 серпня 1571) — державний діяч Литовсько-Руської держави й Речі Посполитої.

## Короткий життєпис
Син Тишка Калениковича, брат Гаврила, Михайла і Льва Тишковичів. Двічі був одружений. Від першого шлюбу з княгинею Олександрою Чорторийською (пол. Aleksandra Czartoryska) мав дочку Анастасію та трьох синів — Юрія, Каленика й Івана-Остафія. Від другого шлюбу з Анастасією Сопотько народилися Євстафій, Серафін та Олександра.

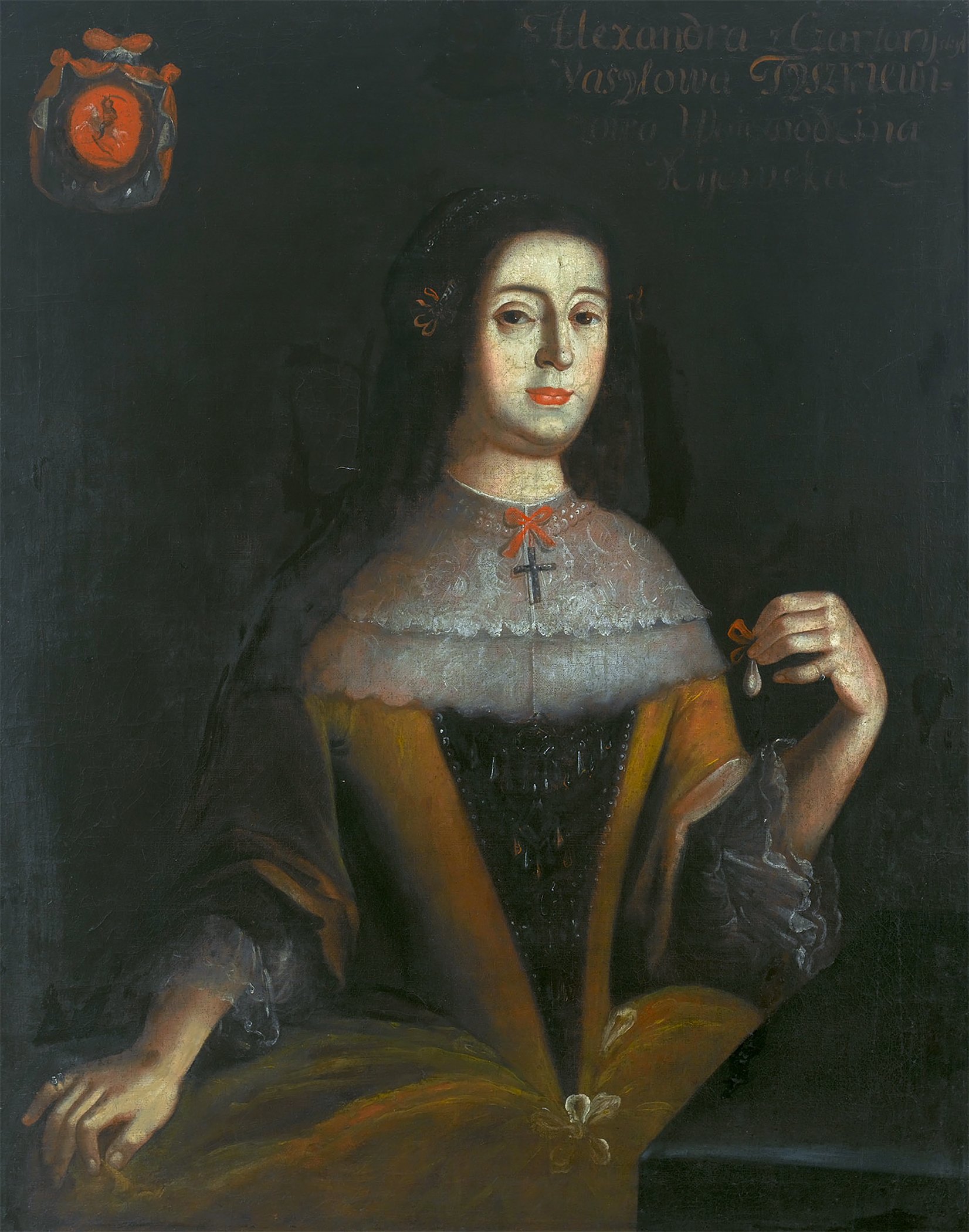
Олександра Тишкевич (Чарторийська)

У заповіті висловив бажання, щоб по його смерті дружина з дочкою Олександрою і зятем Олександром Ходкевичем тіло його «відвезли й поховали в монастирі їх милості панів Ходкевичів у Супраслі». На його надгробку викарбували герб і напис руською мовою:
|  | Въ лето отъ Начотения Господа Бога и Спаса нашего Иисуса Христа 1571 месяца Августа 13 дня въ неделю, преставился раб Божій панъ Василий Тишковичъ Воевода Смоленскій Староста Менскій и Пинскій. Положен въ Храме Благовещенія Богородицы, въ монастыри Супрасльскомъ. |

Могильний камінь Василя Тишкевича знаходиться в музеї Віленського університету.

## Служба
Придворний королівський (з 1522), староста красносільський, черкаський і канівський (з 1536), мінський (з 1544), вовковиський (з 1546), пінський (з 1569), бобруйський, гайнівський, маршалок господарський (1546⁣ — ⁣1558), воєвода підляський (1558⁣ — ⁣1569) і смоленський (з 1569⁣ — ⁣1571).
5 листопада 1569 року отримав від Сигизмунда II Августа титул графа «на Логойську і Бердичові». Засновник «графської гілки» Тишкевичів. Брав участь у боях з кримськими татарами.
Посол у Кримське ханство і Московське царство.

## Політичні й релігійні погляди
Виступав проти укладення Люблінської унії, за що був позбавлений посади підляського воєводи. Один з представників магнатської опозиції політиці Сигізмунда Августа.
Перейшов з православ'я в кальвінізм.